# Louis-Joseph Libois
 (juillet 2014).
Si vous disposez d'ouvrages ou d'articles de référence ou si vous connaissez des sites web de qualité traitant du thème abordé ici, merci de compléter l'article en donnant les références utiles à sa vérifiabilité et en les liant à la section « Notes et références ».
Louis-Joseph Libois, né le  22 juillet 1921 à Simandre-sur-Suran et décédé le 23 octobre 2009 à Trébeurden, est un ingénieur général des Télécommunications et un conseiller maître à la Cour des comptes.

## Biographie
Louis-Joseph Libois est avant tout un Ingénieur et un Chercheur dans le domaine de l'Électronique : Ingénieur diplômé de l'École polytechnique promotion X1941, il entre ensuite à l’École Nationale Supérieure des Télécommunications dont il sort major en 1945.
Il entre en octobre 1945 au Service de Recherches et de Contrôle Technique qui deviendra ultérieurement le CNET. 
Il devient chef du groupe de recherches sur les faisceaux hertziens dès 1947.
Il reçoit le Prix du Général Ferrié en 1953 pour ses travaux en radioélectricité en tant que spécialiste en Faisceaux Hertziens.
Il est nommé à la tête du département de Recherches sur les Machines Électroniques nouvellement créé par la Note de Service du CNET le 25 mars 1957.  
Nommé Ingénieur en Chef en 1959, puis Directeur du centre de recherches de Lannion en 1962, il devient Ingénieur Général des Télécommunications en 1965, puis Directeur du Centre national d'études des télécommunications (CNET) entre 1968 et 1971. 
Il est ensuite nommé Directeur Général des Télécommunications le 11 octobre 1971. 
Puis, après avoir été remplacé par Gérard Théry le 16 octobre 1974, à la suite de l'élection de Valéry Giscard d'Estaing à la Présidence de la République, il quitte en 1977 l'administration des PTT et entame alors une seconde carrière de conseiller maître à la Cour des Comptes jusqu'en 1986, où il prend sa retraite. Il meurt en 2009 d'une longue maladie.

## Réalisations notables
1) Commutation Électronique Spatiale : Louis-Joseph Libois est le Directeur du Département sur les Recherches sur les Machines Électroniques nouvellement créées le 25 mars 1957 et à ce titre dirige le département à l'origine de la réalisation des premiers prototypes de Commutateurs Électroniques Spatiaux, à commande électronique informatisée à programme enregistré mis en service en France et en Europe.
Nous lui devons, avec son équipe, la conception, le développement et la mise en service dans le réseau téléphonique public des prototypes suivants :
- ARISTOTE conçu et testé au CNET d'Issy-les-Moulineaux, puis déménagé à Lannion et mis en service dans le Réseau Téléphonique Commuté (RTC) public le 10 février 1966,
- SOCRATE conçu et testé au CNET d'Issy-les-Moulineaux, puis déménagé à Lannion et mis en service dans le RTC public le 6 novembre 1964,
- PERICLES 1 mis en service dans le RTC au Centre Téléphonique Paris-Michelet (à Clamart) le 21 décembre 1970,
- PERICLES 2 mis en service dans le RTC au Centre Téléphonique Maisons-Laffitte le 18 décembre 1973,
- METACONTA CENTREX mis en service à l'Aéroport Roissy-Charles-de-Gaulle le 11 décembre 1972 (AEN1 - ND01), premier commutateur de la famille METACONTA mis en service en France.

Ce sont ces prototypes élaborés par le CNET, en collaboration avec les sociétés CGCT et LMT du groupe ITT qui amèneront à la mise au point et à la mise en service en France des 115 commutateurs Électroniques Spatiaux Métaconta 11F dans les grandes agglomérations françaises entre 1979 et 1985.
2) Commutation Électronique Temporelle : sous l'impulsion de l'ingénieur Louis-Joseph Libois qui est en premier lieu un Ingénieur et un Chercheur, alors que Pierre Marzin est Directeur Général des Télécommunications, son département de recherches sur les machines électroniques reprend dans les années 1960 l'étude sur la faisabilité d'un commutateur téléphonique entièrement numérique (de type temporel), à partir des travaux commencés par l'américain AT&T mais abandonnés pour cause d'échec.
La conception, par les équipes de Louis-Joseph Libois au CNET, s'accomplit en collaboration étroite avec la Compagnie Industrielle des Télécommunications (CIT-Alcatel).
- Le 6 janvier 1970, l'opération est couronnée de succès par la mise en service de la première maquette fonctionnelle de 800 abonnés installée en France à Perros-Guirec dénommée PLATON (Prototype Lannionais d'Autocommutateur Temporel à Organisation Numérique) : il s'agit tout simplement du premier commutateur téléphonique de type temporel entièrement électronique du monde, reliée au réseau téléphonique public. Le fonctionnement de ce premier prototype PLATON est totalement stabilisé le 13 mars 1970.
- Quelques mois plus tard le 16 juin 1970, le second commutateur de type PLATON est mis en service à Lannion (Lannion III Nodal). Un an plus tard, le 2 juin 1971, le troisième prototype PLATON est mis en service à Lannion (Lannion IV).
- Ces trois prototypes parfaitement fonctionnels et reliés au réseau public sont un plein succès, si bien qu'ils déboucheront sur la conception de la gamme des commutateurs E10, mise en service en France dès le 24 mai 1972 (système E10N3), puis dès le 16 juin 1981 (système E10N1).
- En 2018, les versions modernisées de ce commutateur téléphonique fonctionnent toujours, un peu partout dans le monde et en France (système E10B3 depuis le 6 novembre 1991), et ce jusques en 2030 tel que planifié en France.

3) Louis-Joseph Libois décide, par la circulaire DGT no 11 du 13 mars 1972, la création de la Collection Historique des Télécommunications des principaux matériels ayant été en service en France, pour sauvegarder le patrimoine technique du passé et sa mémoire. Elle sera installée initialement à Paris, dans le central téléphonique de Murat, avant de devenir la Collection Historique Orange, située actuellement à Soisy-sous-Montmorency.
4) Sensible à l'impact des télécommunications sur le développement du monde (impact souvent méconnu du grand public), il publie chez Masson en 1983 le livre de vulgarisation Genèse et Croissance des Télécommunications particulièrement fouillé sur l'histoire des télécommunications (télégraphe et téléphone).
5) Nous devons enfin à M. Louis-Joseph Libois la conception de la réorganisation des Télécommunications consistant en la création des Centres Principaux d’Exploitation (CPE) Note de Service T/EM/SEXT, 832/1003/CA 04 L du 26 décembre 1972 et des Agences Commerciales des Télécommunications (ACTEL).
- Cette organisation particulièrement efficace pour activer la création et la mise en service massive de nouvelles lignes d’abonnés au téléphone est mise en expérimentation dès 1972 et 1973. Elle est rapidement reprise et généralisée à toute la France, par le successeur de M. Libois à la DGT : M.Gérard Théry.
- Cette organisation ACTEL - CPE sera utilisée jusqu’au 1er septembre 1996, peu avant la privatisation de l’Exploitant Autonome de Droit Public France Télécom.

### Décorations
- Commandeur dans l'Ordre National de la Légion d'Honneur (décret du 19 avril 1984)
- Officier de la Légion d'honneur (décret du 24 décembre 1971)
- Chevalier de la Légion d'honneur (décret du 28 décembre 1961)
- Officier de l'Ordre national du Mérite (France) (décret du 7 décembre 1967)
- Chevalier de l'Ordre des Palmes académiques